# アッリステ
アッリステ（イタリア語: Alliste）は、イタリア共和国プッリャ州レッチェ県にある、人口約6,700人の基礎自治体（コムーネ）。

## 地理

### 位置・広がり

#### 隣接コムーネ
隣接するコムーネは以下の通り。
- ラーカレ
- ウジェント

## 行政

### 分離集落
アッリステには、以下の分離集落（フラツィオーネ）がある。
- Capilungo, Felline, Posto Rosso